# Matacães
Matacães ist ein Ort und eine ehemalige Gemeinde im mittleren Portugal.

## Geschichte
Funde belegen eine vorgeschichtliche Besiedlung, insbesondere die Fundstelle Castro da Fórnea aus der Zeit der Castrokultur.
Im Zuge der Gemeindereform 2013 wurde die Gemeinde Matacães aufgelöst und mit den zwei Stadtgemeinden von Torres Vedras zu einer neuen Gesamtgemeinde zusammengefasst.

## Verwaltung
Matacães war Sitz einer gleichnamigen Gemeinde (Freguesia) im Kreis (Concelho) von Torres Vedras im Distrikt Lissabon. Die Gemeinde hatte 1092 Einwohner und eine Fläche von 13,45 km² (Stand 30. Juni 2011).
Folgende Ortschaften und Plätze gehörten zur Gemeinde:
| - Aldeia de Baixo - Aldeia de Cima - Casal Barradas - Casal da Lameira - Casal da Serra - Casal Novo da Serra - Lapas Pequenas | - Matacães - Ordasqueira - Portucheira - Ribeira de Matacães - Sevilheira - Zurrigueira |

Mit der Gebietsreform vom 29. September 2013 wurden die Gemeinden Matacães, Torres Vedras (São Pedro e Santiago) und Torres Vedras (Santa Maria do Castelo e São Miguel) zur neuen Gemeinde União das Freguesias de Torres Vedras (São Pedro e Santiago e Santa Maria do Castelo e São Miguel) e Matacães zusammengeschlossen.